# Choego-ui sarang
Choego-ui sarang (hangeul: 최고의 사랑, lett. L'amore migliore; titolo internazionale The Greatest Love, conosciuta anche come Best Love) è una serie televisiva sudcoreana trasmessa su MBC dal 4 maggio al 23 giugno 2011.
La serie è anche andata in onda in Giappone su Fuji TV dal 22 maggio 2012, nelle Filippine su GMA Network dall'11 febbraio al 25 aprile 2013, e in Malaysia su 8TV doppiata in cinese e sottotitolata in malese. Inoltre, è stata adattata in un fumetto di tre volumi, pubblicato dalla Tooni Plus ad aprile e maggio 2012.

## Trama
Dieci anni fa, Gu Ae-jung era il membro più popolare della band femminile Kukbo Sonyeo, fino a quando non cadde in disgrazia a causa di uno scandalo; per sbarcare il lunario e mantenere il padre e il fratello combinaguai, Ae-jung fa varie apparizioni in programmi televisivi. Invece, Dokko Jin è la star più amata della nazione, numero uno nei sondaggi di popolarità pur avendo qualche difetto di carattere. Un giorno, Ae-jung scopre per caso un segreto di Jin e lo rivela durante un talk show, incorrendo nella sua furia; tuttavia, Jin s'innamora di lei e cerca di conquistarla.
Intanto, Yoon Pil-joo, ben educato e premuroso dottore di medicina orientale che non ha alcun interesse nelle celebrità, viene costretto dalle insistenze della madre a partecipare al popolare programma di appuntamenti Couple Making, al quale anche Ae-jung prende parte. La trasmissione è condotta da Kang Se-ri, ex membro delle Kukbo Sonyeo ed ex fidanzata di Jin, anche se i due fingono di stare ancora insieme per evitare della cattiva pubblicità.

## Personaggi e interpreti
- Gu Ae-jung, interpretata da Gong Hyo-jin.
- Dokko Jin, interpretato da Cha Seung-won.
- Yoon Pil-joo, interpretato da Yoon Kye-sang.
- Kang Se-ri, interpretata da Yoo In-na.
- Gu Hyung-kyu, interpretato da Yang Han-yeol.
- Gu Ae-hwan, interpretato da Jung Joon-ha.
- Jenny, interpretata da Lee Hee-jin.
- Kim Jae-seok, interpretato da Im Ji-kyu.
- Rappresentante Moon, interpretata da Choi Hwa-jung.
- Han Mi-na, interpretata da Bae Seul-ki.
- Manager Jang, interpretato da Jung Man-shik.
- Kim Eun-ho, interpretato da Choi Sung-min.
- Han Myung-jung, interpretata da Kim Mi-jin.
- Madre di Pil-joo, interpretata da Park Won-sook.
- Gu Ja-chul, interpretato da Han Jin-hee.
- Ha-rumi, interpretata da Hyoyoung.
- Marito di Mi-na, interpretato da In Gyo-jin.

## Ascolti
| Episodio | Data di trasmissione | Dati TNMS           | Dati TNMS                  | Dati AGB            | Dati AGB                   |
| Episodio | Data di trasmissione | A livello nazionale | Area metropolitana di Seul | A livello nazionale | Area metropolitana di Seul |
| -------- | -------------------- | ------------------- | -------------------------- | ------------------- | -------------------------- |
| 1        | 4 maggio 2011        | 6,5%                | 8,6%                       | 8,4%                | 10,0%                      |
| 2        | 5 maggio 2011        | 7,1%                | 9,6%                       | 9,7%                | 11,5%                      |
| 3        | 11 maggio 2011       | 8,6%                | 11,2%                      | 12,1%               | 13,6%                      |
| 4        | 12 maggio 2011       | 9,7%                | 12,3%                      | 13,9%               | 17,1%                      |
| 5        | 18 maggio 2011       | 10,4%               | 13,9%                      | 14,0%               | 16,2%                      |
| 6        | 19 maggio 2011       | 10,2%               | 12,7%                      | 15,1%               | 17,5%                      |
| 7        | 25 maggio 2011       | 14,4%               | 17,9%                      | 17,4%               | 19,8%                      |
| 8        | 26 maggio 2011       | 15,2%               | 18,0%                      | 17,9%               | 20,2%                      |
| 9        | 1º giugno 2011       | 14,4%               | 17,0%                      | 17,8%               | 20,3%                      |
| 10       | 2 giugno 2011        | 13,8%               | 17,4%                      | 18,4%               | 21,2%                      |
| 11       | 8 giugno 2011        | 14,3%               | 17,3%                      | 18,4%               | 21,3%                      |
| 12       | 9 giugno 2011        | 14,6%               | 18,5%                      | 18,4%               | 20,9%                      |
| 13       | 15 giugno 2011       | 13,1%               | 17,7%                      | 17,8%               | 20,4%                      |
| 14       | 16 giugno 2011       | 14,5%               | 18,1%                      | 17,9%               | 20,1%                      |
| 15       | 22 giugno 2011       | 15,9%               | 19,3%                      | 18,0%               | 21,3%                      |
| 16       | 23 giugno 2011       | 17,4%               | 21,2%                      | 21,0%               | 23,7%                      |
| Media    | Media                | 12,5%               | 15,7%                      | 16,0%               | 18,4%                      |

## Colonna sonora
1. Real Love Song (리얼러브송) – K.Will
2. Because You're My Man (내 사람이라서) – G.NA
3. Pit-a-Pat (두근두근) – Sunny Hill
4. Hold My Hand (내 손을 잡아) – IU
5. Don't Forget Me (나를 잊지 말아요) – Huh Gak
6. Gee, I Love You (눈물나게 사랑해) – Big Mama
7. I Can't Drink (아이캔't 드링크) – Baek Ji-young
8. LOVE LOVE – Choi Sujin
9. Hero
10. Destiny
11. Four-leaf Clover (네잎클로버)
12. Good Boy
13. Love (사랑은)

## Premi e candidature
- 2011 – Korea Drama Awards
  - Vinto – Miglior colonna sonora per Don't Forget Me a Huh Gak.
  - Nomination – Miglior attrice di supporto a Yoo In-na.
  - Nomination – Miglior attore a Cha Seung-won.
  - Nomination – Miglior attrice a Gong Hyo-jin.
  - Nomination – Miglior drama.
- 2011 – Melon Music Awards
  - Vinto – Miglior colonna sonora per Pit-a-Pat alle Sunny Hill.
- 2011 – Mnet Asian Music Awards
  - Nomination – Miglior colonna sonora per Don't Forget Me a Huh Gak.
- 2011 – Korea Broadcasting Awards
  - Vinto – Miglior attore a Cha Seung-won.
- 2011 – Grimae Awards
  - Vinto – Miglior attore a Cha Seung-won.
- 2011 – MBC Drama Awards
  - Vinto – Miglior coppia a Cha Seung-won e Gong Hyo-jin.
  - Nomination – Premio popolarità, attore a Cha Seung-won.
  - Vinto – Premio popolarità, attrice a Gong Hyo-jin.
  - Vinto – Miglior attore bambino a Yang Han-yeol.
  - Vinto – Miglior sceneggiatore a Hong Mi-ran e Hong Jung-eun.
  - Nomination – Miglior nuovo attore in una miniserie a Yoon Kye-sang.
  - Nomination – Miglior nuova attrice in una miniserie a Yoo In-na.
  - Vinto – Premio all'eccellenza, attore in una miniserie a Cha Seung-won.
  - Vinto – Premio all'eccellenza, attrice in una miniserie a Gong Hyo-jin.
  - Vinto – Miglior drama.
- 2012 – New York Television Festival's International TV & Films Awards
  - Vinto – Premio d'argento, categoria miniserie.
- 2012 – Baeksang Arts Awards
  - Nomination – Miglior copione televisivo a Hong Mi-ran e Hong Jung-eun.
  - Nomination – Miglior attore televisivo a Cha Seung-won.
  - Vinto – Miglior attrice televisiva a Gong Hyo-jin.
  - Nomination – Miglior drama.